# 於大の方
於大の方（おだいのかた）は、戦国時代から安土桃山時代にかけての女性。松平広忠の正室で、徳川家康の母。晩年は出家して伝通院と称した。
実名は「大」、または「太」・「たい」。なお、嘉永3年（1850年）10月29日に従一位の贈位があり、その位記では、諱を「大子」としている。

## 生涯

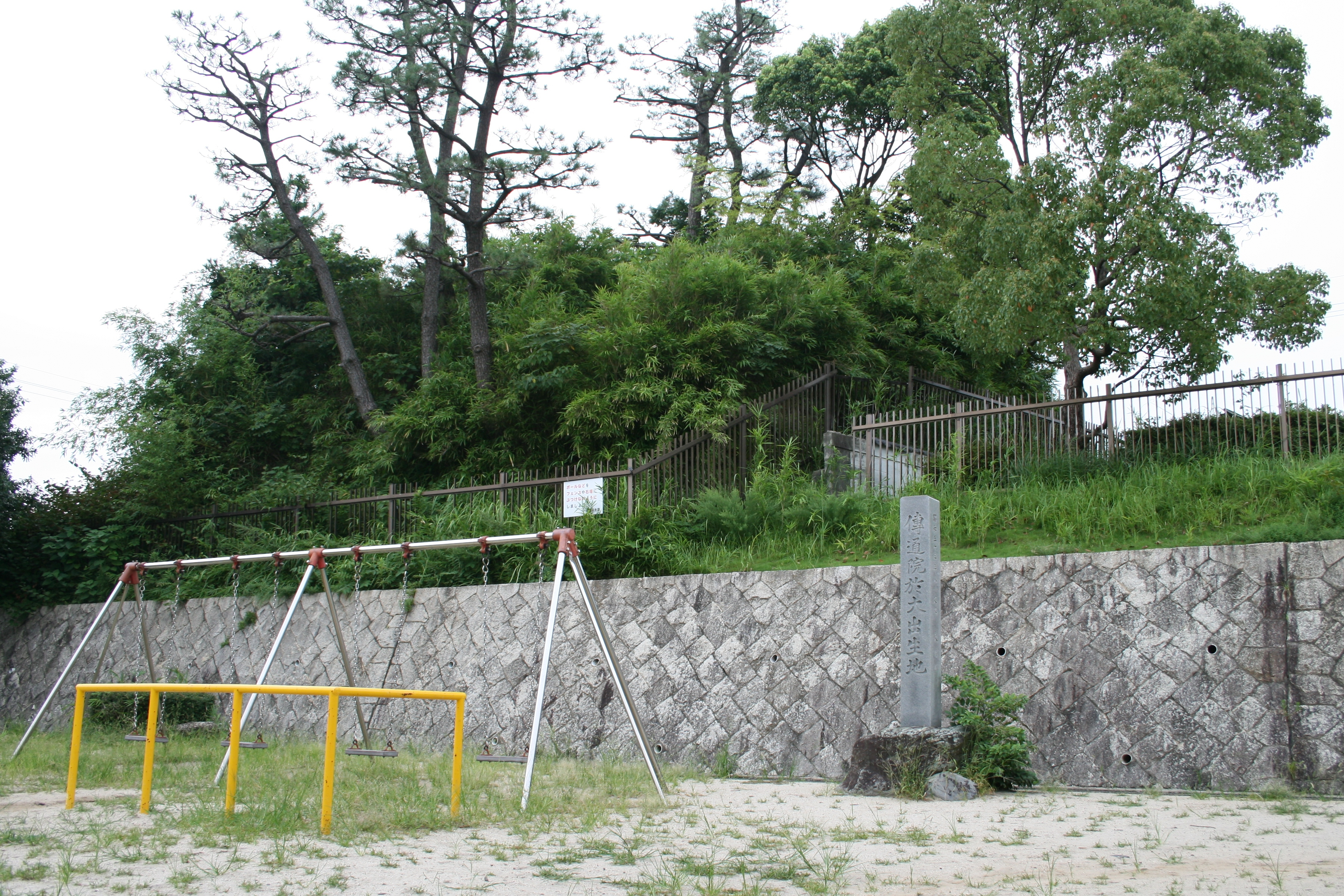
緒川城址の傳通院於大出生地碑（愛知県知多郡東浦町）

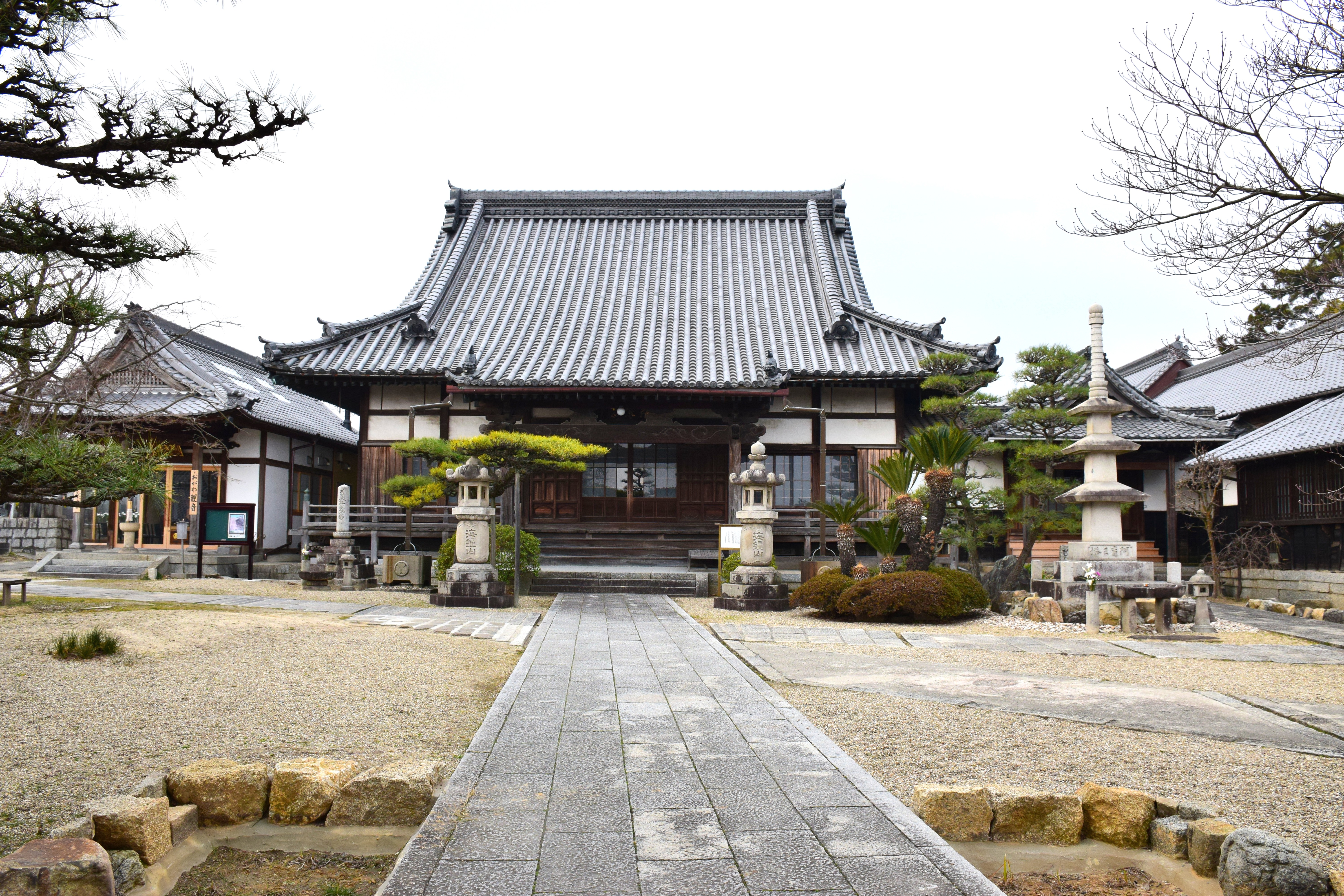
於大の方が菩提寺に定めた善導寺（東浦町）

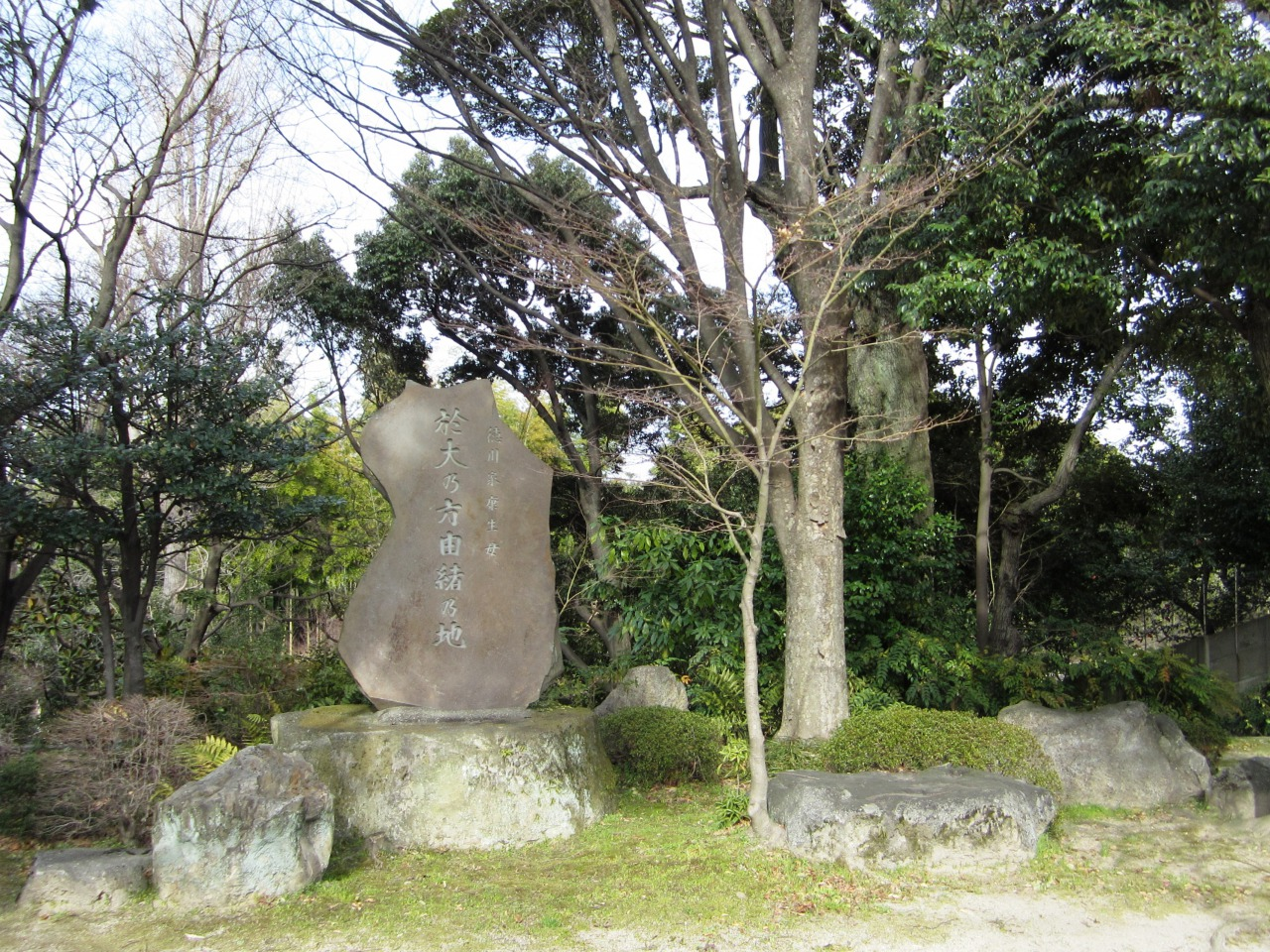
松平広忠との離縁後に住んだ椎の木屋敷にある於大の方由緒地の碑（愛知県刈谷市）

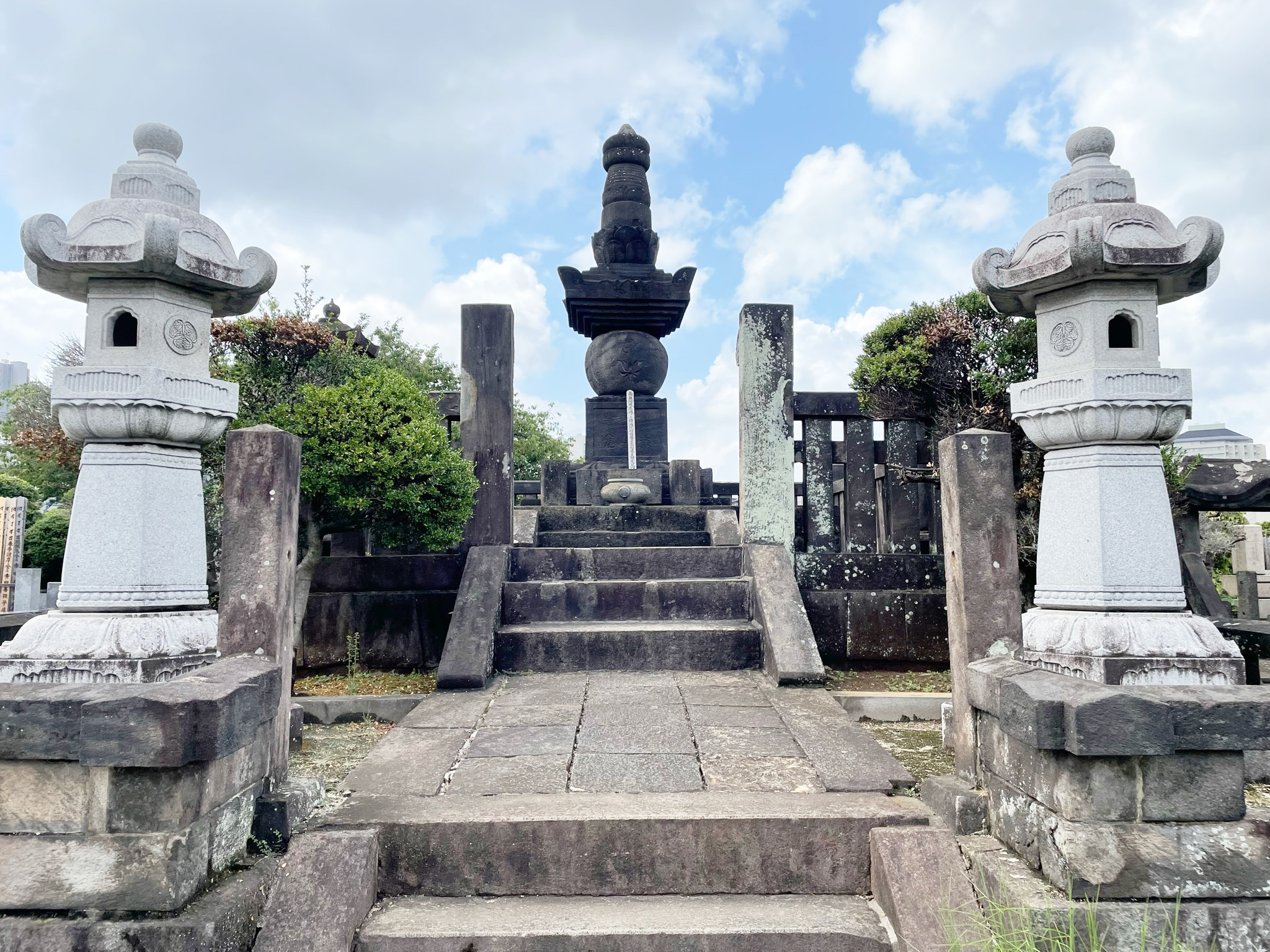
東京・傳通院（伝通院）にある墓（2023）

享禄元年（1528年）、尾張国知多郡の豪族・水野忠政と華陽院（於富）の間に、忠政の居城・緒川城（現・愛知県知多郡東浦町緒川）で生まれた。
父・忠政は緒川からほど近い三河国にも所領を持っており、当時三河で勢力を振るっていた松平清康の求めに応じて於富の方を離縁して清康に嫁がせた（於富の方所生とされる子達の出生年からこれを否定する説もある）。
忠政は、松平氏とさらに友好関係を深めるため、天文10年（1541年）、松平広忠に於大を嫁がせた。天文11年12月26日（西暦1543年1月31日）、於大は広忠の長男・竹千代（後の家康）を岡崎城で出産した。
天文12年（1543年）2月3日、三河国妙心寺に薬師如来の銅像を奉納して竹千代の長生きを祈念した。
同年7月12日、父・忠政が死去。家督を継いだ兄・信元は、天文13年（1544年）に今川氏と絶縁して織田氏に属した。これにより、同年9月、今川氏との関係を慮った広忠により離縁された。於大は、実家・水野氏の三河国刈谷城（現・刈谷市）に返され、椎の木屋敷で暮らしたとされている。このとき、同様の事情で、松平家広に嫁いでいた、姉・於丈の方も離縁されている（ただし、現在では否定説もある）。
於大は天文16年（1547年）には信元の意向で知多郡阿古居城（坂部城、現・阿久比町）の城主・久松俊勝に再嫁した。これは、俊勝が元々水野氏の女性を妻に迎えていたが、妻の死後は水野氏と松平氏の間で帰趨が定まらなかったため、松平氏との対抗上その関係強化が理由と考えられる。俊勝との間に3男4女を儲ける。また、この間にも家康と音信を絶やすことがなかった。
永禄3年（1560年）の桶狭間の戦い後、今川氏から自立し織田氏と同盟した家康は、俊勝と於大の3人の息子に松平姓を与えて家臣とし、於大を母として迎えた。
永禄5年（1562年）、上ノ郷城合戦の功により、夫・俊勝が同城を与えられた。同城には、子・康元が入り、俊勝と於大は岡崎城に居住した。
天正3年12月（1576年1月）、兄・水野信元が、謀反を疑った織田信長の命令により、家康に殺され、水野家は一時滅亡した。この時、真相を知らずに家康の下へ信元を案内した久松俊勝は隠退してしまう。また家康の下へ行かずに、尾張国の久松家の所領を継いで織田家に仕えていた久松俊勝の子・久松信俊（俊勝の先妻の子で、於大の子ではない）も信長に謀反を疑われて大坂四天王寺で自害し、所領は没収された。
於大は俊勝の死後、俊勝菩提寺の安楽寺で剃髪して伝通院と号した。天正12年（1584年）の小牧・長久手の戦い後、子の定勝が羽柴秀吉の養子になるという話が浮上したが、強く反対し、家康に断念させた。
慶長7年（1602年）6月、上洛。高台院や後陽成天皇に拝謁し、豊国神社に詣でて徳川氏が豊臣氏に敵意がないことを示した。
同年8月29日、家康の滞在する伏見城（現・京都府京都市伏見区）で死去。75歳。
遺骨は、翌年、江戸小石川の傳通院に埋葬された。法名は伝通院殿光岳蓉誉智光（伝通院殿蓉誉光岳智香大禅定尼、伝通院殿光岳蓉誉智香大禅定尼）。
なお、於大の出生地・東浦町は彼女を記念して緒川の地に「於大公園」を整備し、毎年「於大まつり」を催している。

## 松平家との離別について
近年では、天文13年当時まだ対立が本格化していない今川氏や織田氏との関係よりも、水野氏と松平氏の関係自体に離縁の理由が求められている。そもそも、於大と広忠の婚姻自体が、広忠の叔父で「名代」として実権を握っていた松平信孝が推進した外交政策に基づくもので、天文12年（1543年）頃に広忠や重臣たちと対立した信孝が追放されたことで、信孝と関係が深かった水野氏に対する広忠の外交政策が変化したと考えられている。また、信元の正室は広忠と家督を争った松平信定（広忠の大叔父）の娘であったため、信定と敵対関係にあった松平氏に対する信元の外交政策が変化したことも考えられる。

## 逸話
- 『松平記』（巻5）によると、水野忠政は2人の娘のうち、姉・於丈を形原松平家の松平家広に、妹・於大を松平宗家の松平広忠に嫁がせていたが、後を継いだ信元が今川方から織田方に転じた時に家広と広忠はこれに同調せずに信元と縁を切ってそれぞれの妻を実家に送り返すことにした。ところが、岡崎領と刈谷領の境界に来た時に、於大は付き添ってきた松平家の家臣にここから岡崎城に帰るように命じた。家臣たちはそれでは広忠の主命に背くことになると述べたが、於大は信元が送ってきた松平の家臣を辱める振舞いに出て両家に遺恨が生じるかもしれないから是非帰るように指示をすると、近くにいた水野家側の領民に於大を載せた輿を託して岡崎城に帰還していった(『松平記』の著者はその時の侍の中に自分の父がいたと述べている)。その後、於丈を送り届けた形原松平家の家臣たちは城内にて信元に討ち取られたと伝えている[17]。ただし、形原松平家については、実際には松平家広は信元に同調して離縁せずに織田方に転じ、後に広忠や今川氏と戦ったと考えられている[18]。

## 家族
- 兄：水野信元
- 姉：妙春（妙西）尼[19]。石川清兼の後室、家成の母[19]。於大離別後、家康の養育に関わった[19]。また、熱心な一向宗（本願寺）の門徒であり、三河国で20年来禁止されていた同宗の復活に尽力した[19]。

## 子女
- 松平広忠との間の子
  - 徳川家康
- 久松俊勝との間の子
  - 松平康元
  - 松平康俊
  - 松平定勝
  - 多劫姫、松平忠正夫人（後に松平忠吉（忠正実弟）・保科正直に再嫁）
  - 松姫、松平康長夫人
  - 天桂院、松平家清夫人

## 登場する作品

### TVドラマ
- 『徳川家康』（1964-65年、NET、演：村松英子）
- 『徳川家康』（1983年、NHK大河ドラマ、演：大竹しのぶ）
- 『戦国最後の勝利者!徳川家康』（1992年、テレビ朝日、演：司葉子）
- 『葵 徳川三代』 （2000年、NHK大河ドラマ、演：山田五十鈴）
- 『おんな城主 直虎』（2017年、NHK大河ドラマ、演：栗原小巻）
- 『麒麟がくる』（2020年、NHK大河ドラマ、演：松本若菜）[20]
- 『どうする家康』（2023年、NHK大河ドラマ、演：松嶋菜々子）[21]

### 映画
- 『徳川家康』（1965年、東映、演：有馬稲子）

## 東浦町の事業

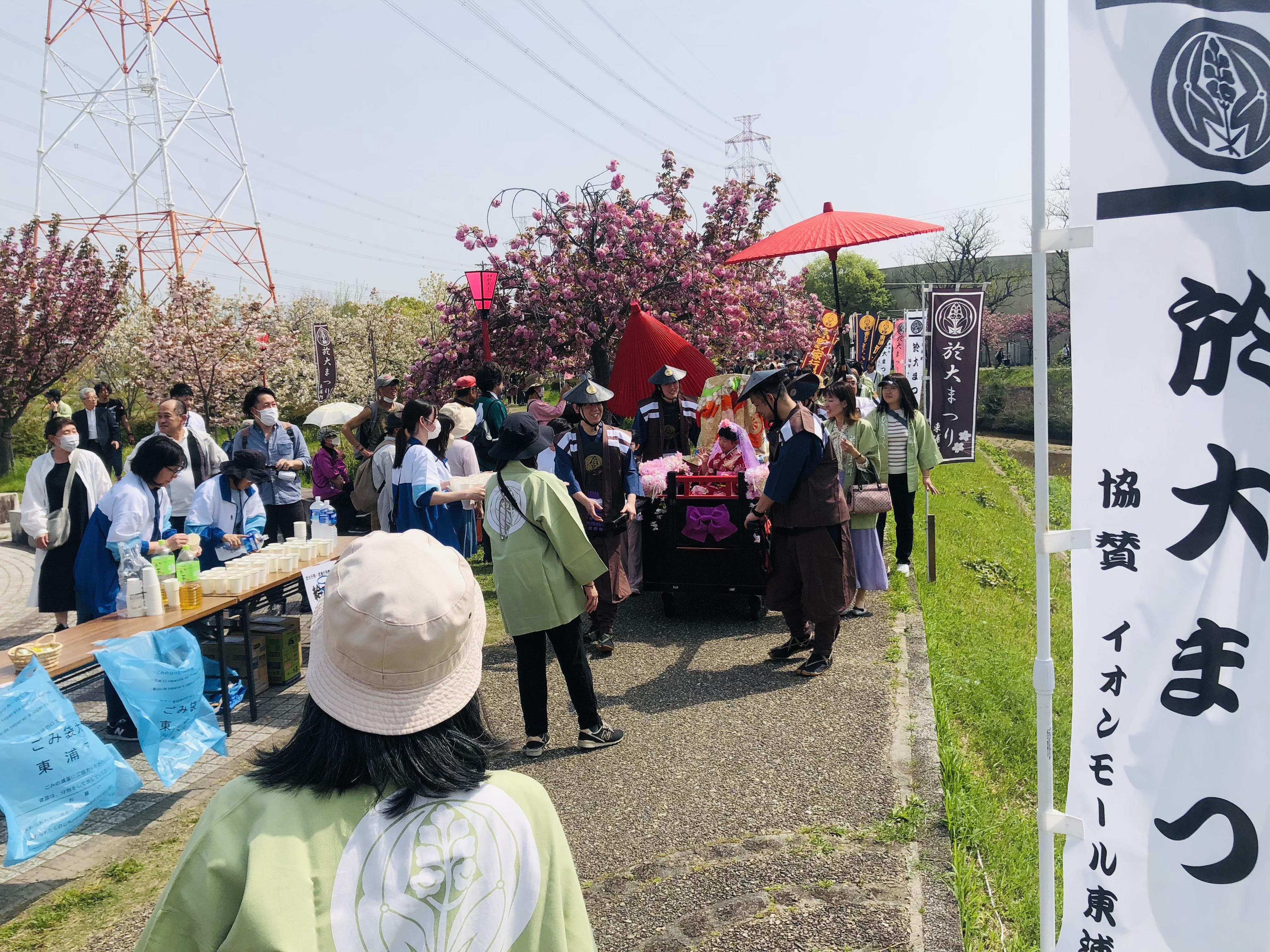
於大まつり

- 1989年度に国が実施したふるさと創生一億円事業をもとに知多郡東浦町は明徳寺川を整備し、9種類、423本の八重桜を植樹。明徳寺川沿いの散策路は「於大のみち」と命名された[22][23]。八重桜はその後、20種類約600本に増えた[24]。

- 1994年4月18日から24日にかけて第1回「東浦於大まつり」が東浦町で開催された[25]。現在の名称は「於大まつり」といい、毎年4月の第3土曜日に開催されている[26]。

- 於大の方をモデルとして、2012年（平成24年）4月に東浦町の観光マスコット「おだいちゃん」が誕生した[27]。